# كلية أندرا لويولا
كلية أندرا لويولا (بالإنجليزية: Andhra Loyola College)‏ (يُشار إليها اختصارًا: ALC)؛ هي مؤسسة تعليمية يسوعية تقع في ولاية أندرا براديش جنوب شرق الهند. تأسست في 9 ديسمبر 1953.

## التاريخ
تأسست الكلية في 9 ديسمبر 1953، من قبل جمعية يسوع (اليسوعيون)، وهو نظام ديني دولي للكهنة والأخوة الكاثوليك، أسسهم إغناطيوس من لويولا، حيث تدير الجمعية أكثر من 200 كلية وجامعة حول العالم.
بحلول عام 2008، كان لدى الكلية مرافق في العلوم والفنون والتجارة، حيث قدمت 17 برنامجًا جامعيًا وثمانية برامج للدراسات العليا.

## نظام التعليم
اعتمدت الكلية نظام الائتمان القائم على الاختيار (CBCS) للدورات، ونظام الفصل الدراسي. تشمل الأساليب التعليمية فيها المحاضرات في الفصول الدراسية، والدورات التي تعتمد على تكنولوجيا المعلومات، ومحاضرات الضيوف، والندوات، والندوات، والدراسة الميدانية. تتبع الكلية لجامعة كريشنا. تستخدم سياسة القبول التنافسي KRU-CET للماجستير. ودورات و I-CET لدورات MBA و MCA.
وذكر المجلس الوطني للتقويم والاعتماد في مراجعته وتقريره لعام 2008 عن الكلية نقاط قوتها المؤسسية على النحو التالي:
- حالة ذاتية تم تحديدها كمركز محتمل للتميز بواسطة UGC
- إدارة متخصصة، وأعضاء هيئة تدريس ملتزمون، وطلاب نشطون ومنضبطون
- بنية تحتية جيدة للتدريس والبحث والأنشطة اللاصفية والأنشطة الإرشادية
- مرفق تدريب على التوظيف من خلال JKC برعاية الحكومة [3]

وقد لاحظ المجلس الوطني للتقويم والاعتماد ضعف رئيسي في الكلية كان في النشاط البحثي المحدود وذلك في العديد من الإدارات. وقد تم معالجته منذ ذلك الحين.
تضم الكلية الآن 16 دليلًا بحثيًا من أقسام الهندية، والإنجليزية، والفيزياء، والكيمياء، والرياضيات، والتاريخ، وعلم النبات، والعلوم السياسية المعترف بها كمشرفين بحثيين من قبل جامعة أشاريا ناجارجونا، وجامعات أخرى مثل جامعة جواهر لال نهرو التكنولوجية (JNTU)، حيث يمكن للباحثين التسجيل من خلال الجامعات المعنية ومتابعة أبحاثهم في كلية لويولا.

## الحرم الجامعي
تقع الكلية على مساحة تقدر بـ 98 فدان من الأرض، حيث يوجد 52 فصلًا دراسيًا و 22 مختبرًا. تشمل المرافق مختبر اللغة واستوديو الاتصالات المرئية ومكتبتين و302 جهاز كمبيوتر ومختبر تكنولوجيا المعلومات والاتصالات، ومركز التعلم الإلكتروني، وقاعات الندوات، وغرف الضيوف، ونزل للفتيات، وقاعة بسعة 2500 شخص، ومركز الفنون الجميلة كالادارشيني.
يحتوي مختبر التكنولوجيا على نحو 120 نظامًا متصلًا عبر شبكة LAN، وتتوفر 25 حزمة برامج مرخصة. تشمل المرافق الرياضية ملعبي كرة سلة، وثلاثة ملاعب تنس الريشة، وملعب تنس «غولف»، وملعب كرة قدم منفصل وملعب رياضي متعدد وملعب كريكيت.

تحتوي الكلية على كتلتين رئيسيتين في البلوك الجنوبي والبلوك الشرقي، تبلغ مساحة كل منهما 60 ألف قدم مربع. تم افتتاح كلية أندرا لويولا للهندسة في حرم لويولا في عام 2008 من قبل الدكتور YS Rajeshekhar Reddy ثم رئيس وزراء ولاية أندرا براديش. 

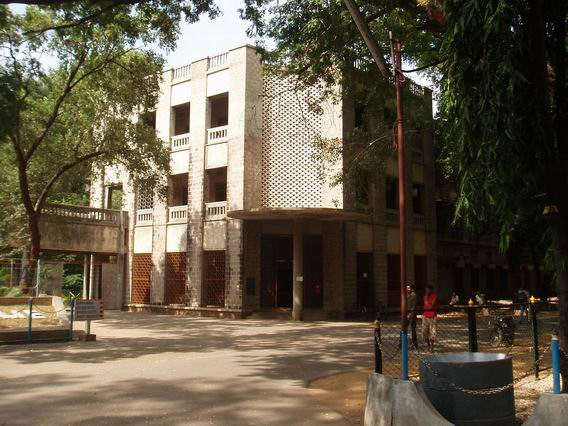
بلوك الجنوبي

## مكتبة
تحتوي المكتبتان على 83 ألف مجلد واشتراك في 110 مجلة هندية و12 مجلة أجنبية. لديها أيضا 20 جهاز كمبيوتر مع مرفق الإنترنت وثلاثة للأعمال المكتبية.
توفر المكتبة أيضًا تسهيلات الإعارة بين المكتبات من خلال شبكات المكتبات في الهند والمكتبة الأمريكية (نيودلهي).

## خريجون متميزون
- جايابراكاش نارايان، رئيس حزب لوك ساتا وضابط سابق في IAS
- تي آر براساد، سكرتير مجلس الوزراء السابق، حكومة الهند ؛ عضو لجنة المالية
- رامالينغا راجو، الرئيس السابق لشركة ساتيام لخدمات الكمبيوتر المحدودة، حاليًا ماهيندرا جروب
- YS Rajasekhara Reddy رئيس الوزراء السابق لأندرا براديش

## روابط خاريجة
- الصفحة الرئيسية لكلية أندرا لويولا
- كلية سانت كزافييه جايبور